# 90 v.Chr.

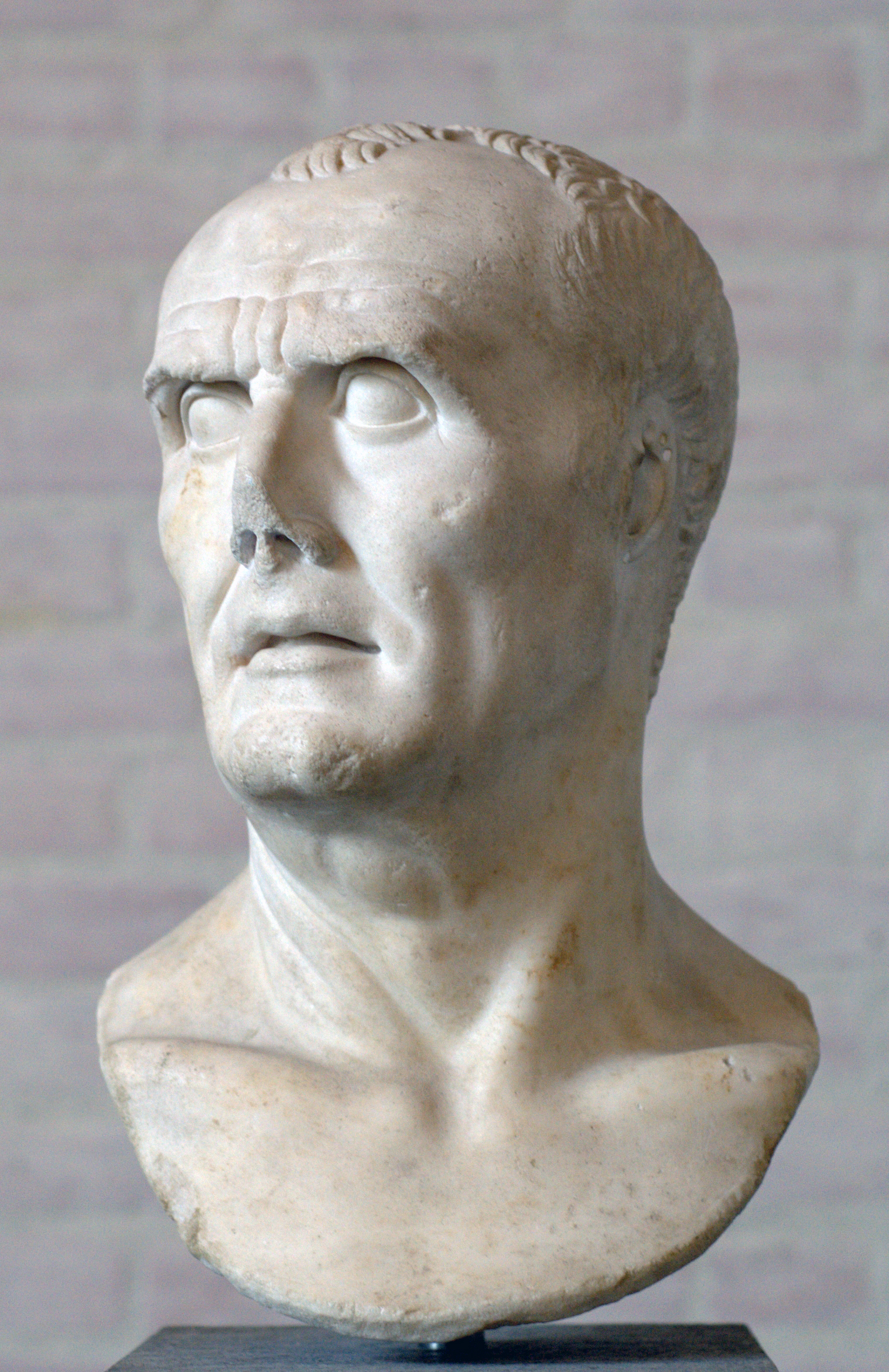
Buste van Gaius Marius (157 - 86 v.Chr.)

Het jaar 90 v.Chr. is een jaartal volgens de christelijke jaartelling.

## Gebeurtenissen

### Italië
- In Rome wordt de 67-jarige Gaius Marius door de Senaat teruggeroepen uit Klein-Azië en benoemd tot opperbevelhebber van het Romeinse leger in Noord-Italië.
- De Senaat verleent in het wetsvoorstel de Lex Iulia, alle trouw gebleven Italische bondgenoten in Latium en in Magna Graecia het Romeins burgerrecht. Hun steden krijgen de status van municipium.
- De 10-jarige Julius Caesar wordt onderwezen in Griekse en Latijnse vertalingen o.a. Homeros, hij leert paardrijden, zwaardvechten en zwemmen.

### Palestina
- Obodas I, koning van de Nabateeërs, krijgt Gilead en Moab (een berggebied ten oosten van de Dode Zee en de Jordaan) terug van Alexander Janneüs.

### Klein-Azië
- Nicomedes IV wordt in Bithynië, met steun van Mithridates VI van Pontus door zijn broer Socrates verslagen. Nicomedes IV vlucht naar Rome.

## Geboren
- Aulus Hirtius (~90 v.Chr. - ~43 v.Chr.), Romeins consul en veldheer
- Diodorus Siculus (~90 v.Chr. - ~30 v.Chr.), Grieks historicus
- Gaius Scribonius Curio (~90 v.Chr. - ~49 v.Chr.), Romeins consul en veldheer
- Gaius Trebonius (~90 v.Chr. - ~43 v.Chr.), Romeins staatsman en veldheer